# Battaglia di Göhrde
La battaglia di Göhrde venne combattuta il 16 settembre 1813 nelle vicinanze di Göhrde in Germania, nell'ambito dei più vasti eventi della guerra della sesta coalizione.
Una forza di truppe coalizzate guidata dal generale Ludwig von Wallmoden-Gimborn, composta da un miscuglio di contingenti provenienti da Impero russo, Regno di Prussia e Regno Unito, assalì una brigata di truppe francesi sotto il generale Marc Nicolas Louis Pécheux rimasta isolata dal grosso della sua armata: le unità di Pécheux, soverchiate numericamente, furono battute e messe in rotta perdendo un terzo dei loro effettivi.

## Antefatti
Il principale teatro bellico della campagna di Germania del 1813 fu rappresentato dalla Sassonia e dalle zone del Brandeburgo e della Slesia a questa confinante, dove la Grande Armata di Napoleone Bonaparte si trovava a fronteggiare le principali forze della Sesta coalizione anti-francese. Un teatro di guerra secondario era tuttavia rappresentato dalla regione del basso corso del fiume Elba nella Germania settentrionale: qui le forze francesi del maresciallo Louis Nicolas Davout proteggevano il fianco nord di Napoleone presidiando le importanti piazzeforti di Amburgo e Magdeburgo e contenendo l'armata multinazionale del generale russo Ludwig von Wallmoden-Gimborn, composta da un miscuglio piuttosto eterogeneo di truppe russe, prussiane, britanniche (tra cui un contingente della King's German Legion o KGL) e miliziani provenienti dall'Hannover.
Lo scopo di Wallmoden era quello di tenere i francesi bloccati ad Amburgo e di impedire loro di interferire con le operazioni in corso in Sassonia; Davout aveva una forza numericamente superiore, ma doveva distaccare parecchi uomini per presidiare le sue roccaforti e soprattutto difettava, come il resto della Grande Armata, di reparti di cavalleria con cui compiere missioni di ricognizione e raccolta di informazioni. Dopo la ripresa delle ostilità conseguente la cessazione dell'armistizio di Pleiswitz il 24 agosto 1813, le due parti si affrontarono in una serie di schermaglie e piccoli scontri senza troppi risultati; alla fine, all'inizio di settembre Davout ripiegò in una posizione fortificata nei dintorni di Ratzeburg.
Questa mossa fu scambiata da Wallmoden come un tentativo di Davout di lasciare la zona di Amburgo e dirigere in Sassonia via Magdeburgo, al che il generale russo spostò le sue forze a Dömitz sulla riva destra dell'Elba tra il 5 e il 6 settembre; Davout tuttavia non aveva alcuna intenzione di lasciare Amburgo, e dopo aver aspettato inutilmente altre mosse dei francesi il 10 settembre l'armata dei coalizzati si diresse ad Hagenow in cerca di informazioni. Qui Wallmoden ricevette alcuni dispacci francesi catturati da una pattuglia di cosacchi, secondo i quali una forza distaccata dall'armata di Davout di era portata sulla riva sinistra dell'Elba per ripulirela zona dalle bande di partigiani tedeschi e ristabilire sicure comunicazioni tra Amburgo e Magdeburgo.
Il 14 settembre Wallmoden riportò quindi le sue truppe a Dömitz, attraversò l'Elba e diresse su Dannenberg alla ricerca dei francesi; questi ultimi, al comando del generale Marc Nicolas Louis Pécheux, erano in marcia da Luneburgo sottoposte a continue incursioni dei cosacchi russi: il 15 settembre Pécheux assunse quindi una posizione difensiva sulla collina di Steinker, tra i villaggi di Göhrde e Nahrendorf. Dopo aver atteso invano che i francesi si spostassero ulteriormente verso sud per poi tendergli un'imboscata lungo la via, il 16 settembre Wallmoden decise quindi di muoversi incontro al nemico.

## La battaglia
Pécheux comandava una brigata composta da poco più di 3 000 uomini, suddivisi tra cinque battaglioni di fanteria, una compagnia di 80 cacciatori a cavallo e una batteria d'artiglieria forte di 6 pezzi. Wallmoden comandava una forza molto più consistente, pari a 9 000 fanti, 3 200 cavalieri e 38 pezzi d'artiglieria, suddivisa in due colonne: la prima colonna comprendeva la divisione del generale Wilhelm von Arentschildt (sei battaglioni di fanteria, quattro squadroni di ussari e una batteria d'artiglieria, tutte unità della Legione russo-tedesca), la seconda comprendeva la forza d'avanguardia del generale Friedrich Karl von Tettenborn (due battaglioni di fanteria e cinque squadroni di cavalleria della milizia prussiana oltre a tre reggimenti di cosacchi) e la divisione del generale James Frederick Lyon (cinque battaglioni di hannoveriani, un battaglione britannico e una batteria d'artiglieria); in riserva vi era una brigata di cavalleria sotto il generale Wilhelm von Dörnberg (cinque squadroni di ussari della KGL, tre squadroni di hannoveriani e due batterie d'artiglieria).

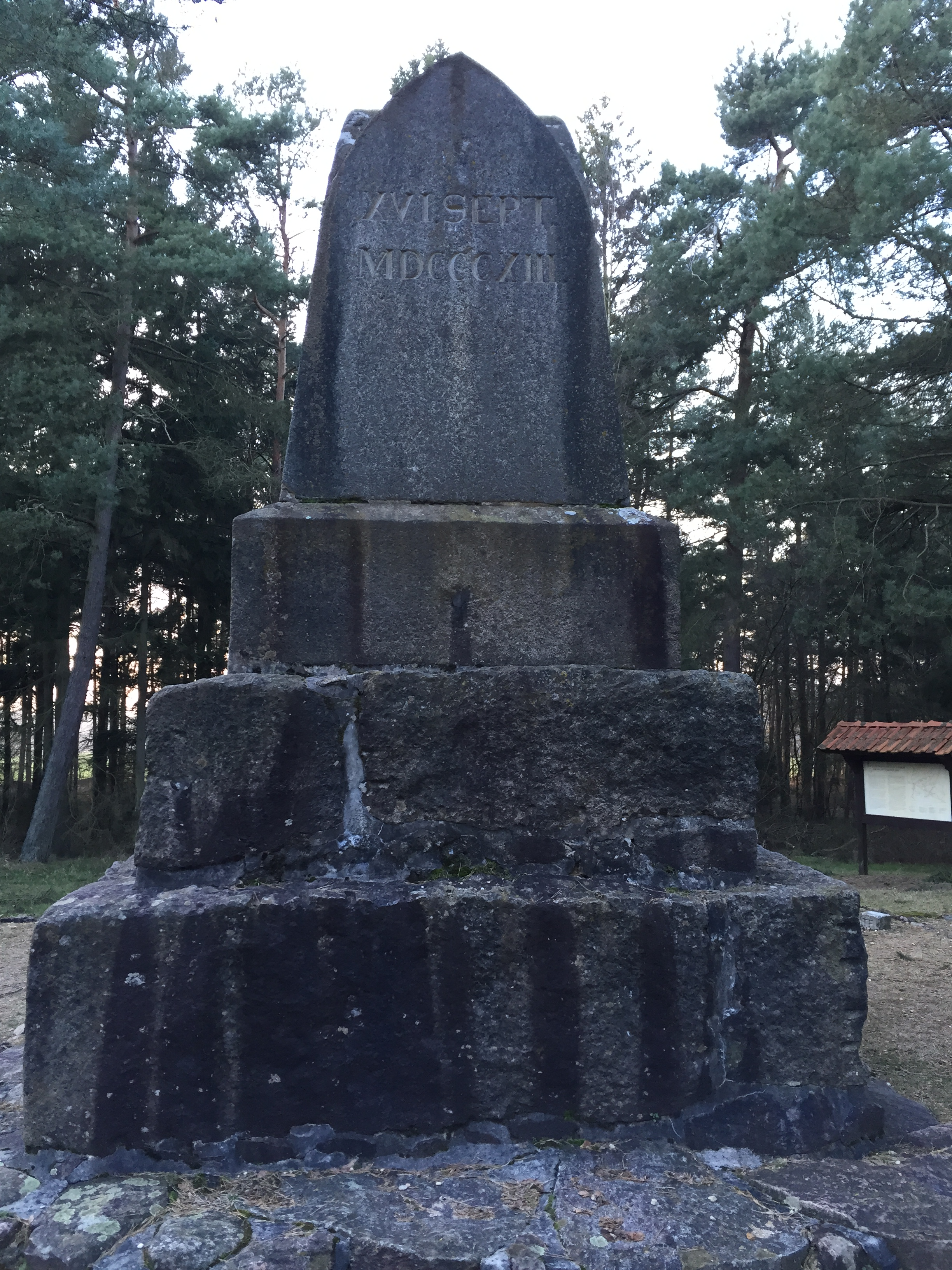
Il moderno memoriale dedicato alla battaglia

La colonna di Arentschildt si mise in marcia alle 12:15 del 16 settembre attraverso i boschi che ricoprivano la regione, seguita un'ora più tardi dalla seconda colonna diretta dallo stesso Wallmoden; i cosacchi dell'avanguardia scacciarono rapidamente i picchetti della fanteria francese appostati nei boschi, lasciando Pécheux incerto sulla linea d'avanzata del nemico. Dopo aver preso i boschi, Tettenborn schierò la sua forza d'avanguardia al loro limitare davanti alla posizione tenuta da Pécheux; il battaglione Lützow della milizia prussiana mosse quindi all'attacco con il supporto della cavalleria e dell'artiglieria. Nonostante l'appoggio dei pochi cacciatori a cavallo a disposizione di Pécheux, il battaglione francese che si opponeva ai prussiani fu messo in rotta dopo un duro scontro, nel corso del quale il comandante del battaglione prussiano, maggiore Adolf von Lützow, rimase ferito. I due battaglioni prussiani tentarono quindi l'attacco alle colline tenute dal corpo principale dei francesi, ma, inferiori in numero, furono respinti dal pesante fuoco del nemico e si ritirarono di nuovo nei boschi.
Intorno alle 16:00 il resto delle unità di Wallmoden raggiunsero il campo di battaglia: marciando verso il suono dei cannoni, le divisioni di Lyon e Arentschildt giunsero in supporto di Tettenborn muovendo sui fianchi della posizione dei francesi aprendo subito il fuoco con l'artiglieria. Temendo di finire circondato, Pécheux ordinò la ritirata; la brigata di cavalleria di Dörnberg tentò di assalire i francesi in ritirata, ma l'attacco fu un fallimento: parte dei cavalieri finirono con l'impantanarsi in una palude, mentre il resto fu respinto dall'artiglieria nemica. Alle 17:30 Wallmoden mandò all'attacco la fanteria di Lyon: i francesi si schierarono in cinque quadrati e respinsero i coalizzati dopo un duro scontro, continuando la loro ritirata in direzione di Eichdorf.
La divisione di Arentschildt mosse quindi per tagliare la via di ritirata al nemico: la fanteria di Arentschildt attaccò due compagnie francesi asserragliate nel villaggio di Oldendorf mentre la sua artiglieria matrellava la colonna di Pécheux, obbligandola a cambiare direzione; varie centinaia di francesi furono circondati e presi prigionieri dagli ussari russo-tedeschi, anche se il calare del buio consentì a Pécheux di districare il grosso dei suoi uomini dal campo di battaglia. I soldati di Wallmoden, esausti per il duro scontro, rinunciarono a ulteriori inseguimenti.

## Conseguenze
La brigata francese uscì menomata dallo scontro di Göhrde, lasciando più di 1 000 uomini sul campo di battaglia; una metà di questi erano caduti prigionieri dei coalizzati, il cui bottino ammontava anche a una bandiera, sei cannoni e 16 carri di munizioni. La forza di Wallmoden perse tra morti e feriti 32 ufficiali e 526 uomini.
L'inesperienza tattica dei suoi ufficiali e di gran parte delle sue truppe, propense a lanciarsi all'attacco senza troppo valutare la situazione e senza coordinarsi con i reparti vicini, non consentì a Wallmoden di ottenere un successo più grande. Göhrde rimase l'unico scontro campale di una certa rilevanza nel teatro di guerra del basso Elba: dopo aver appreso della decisiva sconfitta patita da Napoleone nella battaglia di Lipsia, Davout ripiegò sulla piazzaforte di Amburgo dove all'inizio di dicembre fu assediato dalle forze dei coalizzati.